# Комплекс гробниць Когурьо
Комплекс гробниць Когурьо — розташований у Північній Кореї та Китаї. У липні 2004 року він став першим об'єктом на території КНДР, що потрапив до Списку Світової спадщини ЮНЕСКО. Комплекс складається з 63 індивідуальних гробниць, які залишилися з часів ранньофеодальної держави Когурьо. Вони розташовані в містах Пхеньян та Нампхо.
У період між V і VII століттями ця держава була однією з найсильніших на північному сході Китаю і на Корейському півострові.
Багато гробниць прикрашені настінними розписами. Гробниці — це практично все, що залишилося від культури Когурьо. Усього є понад 10 000 гробниць Когурьо, але лише близько дев'яноста з них, розкопаних на нині на території Китаю та Кореї, мають настінні розписи. Більшість з них входять до складу Комплексу гробниць Когурьо, внесеного до списку Всесвітньої спадщини ЮНЕСКО.
До списку об'єктів Світової спадщини в Китаї та Північній Кореї включені роздільно:
- В Китаї під номером 1135 [Архівовано 26 Грудня 2018 у Wayback Machine.] Столиці та гробниці стародавнього царства Когурьо. Критерії - (i), (ii), (iii), (iv), (v)
- В Північній Кореї під номером 1091 [Архівовано 26 Грудня 2018 у Wayback Machine.] Комплекс гробниць Когурьо. Критерії - (i), (ii), (iii), (iv)

Вважають, що цей комплекс використовувався як місце поховання правителів та інших членів керівної родини. Настінні розписи являють собою унікальну картину повсякденного життя людей того історичного періоду.
При внесенні Комплексу гробниць Когурьо в список Всесвітньої спадщини ЮНЕСКО бралися до уваги такі критерії:
- настінні розписи являють собою шедевр мистецтва цього історичного періоду; самі гробниці свідчать про наявність високого технологічного потенціалу у держави Когурьо;
- культура Когурьо справила вплив на всю Східну Азію, включаючи Японію;
- комплекс представляє виняткову можливість отримання інформації про культуру Когурьо, повсякденне життя та похоронні традиції, характерні для цієї держави;
- гробниці Когурьо — чудовий зразок цієї похоронної традиції.